# Fútbol en Albania

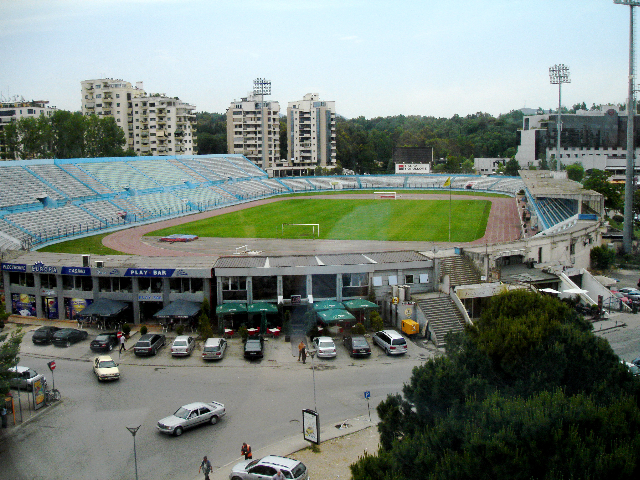
El estadio Qemal Stafa tiene el mayor aforo de Albania.

El fútbol es el deporte más popular en Albania. La Federación Albanesa de Fútbol (FSHF), fundada en 1930, es el máximo organismo del fútbol profesional albanés. La FSHF organiza la Kategoria Superiore —la primera y máxima competición de liga del país— y la Copa de Albania, y gestiona la selección nacional masculina, femenina y juvenil.

## Competiciones oficiales entre clubes
- Kategoria Superiore: es la primera división del fútbol albanés. Fue fundada en 1930 y está compuesta por 14 clubes.
- Kategoria e Parë: es la segunda división en el sistema de ligas albanés. Está compuesta por 20 clubes divididos en dos grupos. Los campeones de cada grupo ascienden a la Kategoria Superiore.
- Kategoria e Dytë: es la tercera división en el sistema de ligas de Albania. Está compuesta por 23 clubes y 4 filiales divididos en dos grupos, 13 en el Grupo A y 14 en el Grupo B. Los campeones de cada grupo ascienden a la Kategoria e Parë.
- Kategoria e Tretë: es la cuarta y última división del sistema de ligas albanés. Está compuesta por 6 equipos y el campeón asciende a la Kategoria e Dytë.
- Copa de Albania: es la copa nacional del fútbol albanés, organizada por la Federación Albanesa de Fútbol y cuyo campeón tiene acceso a disputar la UEFA Europa League.
- Supercopa de Albania: competición que enfrenta al campeón de la Kategoria Superiore y al campeón de Copa.

## Selecciones de fútbol de Albania

Uniforme tradicional de la selección albanesa.

### Selección absoluta de Albania
La selección de Albania, en sus distintas categorías está controlada por la Federación Albanesa de Fútbol.
La selección de Albania disputó su primer partido oficial el 7 de octubre de 1946 en Tirana y se enfrentó a Yugoslavia, partido que vencieron los visitantes yugoslavos por 2-3. Hasta el momento, Albania no ha participado en ninguna fase final de Copas del Mundo ni Eurocopas.

### Selección femenina de Albania
La selección albanesa femenina disputó su primer partido internacional el 10 de noviembre de 2011 frente a Macedonia en un partido disputado en Pogradec y que venció por 4-1.
Hasta el momento el combinado femenino albanés aún no ha participado en una fase final de la Copa del Mundo o de Eurocopa.